# Microrhopala
Microrhopala es un género de escarabajos  de la familia Chrysomelidae. En 1837 Chevrolat describió el género. Hay 17 especies en total. Parecen tener solo ocho segmentos antenales debido a la fusión de los segmentos terminales.Están relacionadas con plantas asteráceas. Hay 18 especies en total, nueve de ellas en Norteamérica.
Contiene las siguientes especies:
- Microrhopala beckeri Weise, 1905
- Microrhopala ciliata Weise, 1911
- Microrhopala columbica Weise, 1911
- Microrhopala cyanea (Say, 1823)
- Microrhopala erebus (Newman, 1841)
- Microrhopala excavata (Olivier, 1808)
- Microrhopala floridana (Schwarz, 1878)
- Microrhopala hecate (Newman, 1841)
- Microrhopala inermis (Staines, 2006)
- Microrhopala moseri Uhmann, 1940
- Microrhopala perforata Baly, 1864
- Microrhopala pulchella Baly, 1864
- Microrhopala rileyi (Clark, 1983)
- Microrhopala rubrolineata (Mannerheim, 1843)
- Microrhopala sallei Baly, 1864
- Microrhopala suturalis Weise, 1905
- Microrhopala unicolor Champion, 1894
- Microrhopala vittata (Fabricius, 1798) (minador de vara de oro)
- Microrhopala xerene (Newman, 1838)